# John D. Ray
John David Ray (* 22. Dezember 1945) ist ein britischer Ägyptologe und Professor für Ägyptologie an der University of Cambridge.

## Leben
John D. Ray ist Sir-Herbert-Thompson-Professor für Ägyptologie an der University of Cambridge und Fellow am Selwyn College. Er arbeitet und lehrt seit 1977 in Cambridge und war vorher in der Abteilung für ägyptische Altertümer im British Museum und an der University of Birmingham tätig. Darüber hinaus war Ray Gastdozent an den Universitäten Chicago und Yale. Er ist Fellow der Society of Antiquaries of London und der British Academy und war bis 1999 Mitglied des Komitees der Egypt Exploration Society.
Neben seinen ägyptologischen Arbeiten hat er maßgeblich zur Entzifferung der karischen Schrift beigetragen.

## Schriften
- The Archive of Hor (= Texts from Excavations. Band 2). Egypt Exploration Society, London 1976, ISBN 0-85698-061-7.
- Reflections of Osiris. Lives from ancient Egypt. Profile Books, London 2001, ISBN 1-86197-363-2.
- Demotic Papyri and Ostraca from Qasr Ibrîm (= Texts from Excavations. Band 13). Egypt Exploration Society, London 2005, ISBN 0-85698-158-3.
- The Rosetta Stone and the Rebirth of Ancient Egypt. Profile Books, London 2007, ISBN 978-1-86197-334-4.